# گانگنام بلوز
گانگنام بلوز (انگلیسی: Gangnam Blues; کره‌ای: 강남 1970) فیلم اکشن محصول سال ۲۰۱۵ کره جنوبی به نویسندگی و کارگردانی یو ها و با بازی لی مین هو و کیم ره وون است.

## بازیگران
- لی مین هو در نقش کیم جونگ ده[۹]
- کیم ره وون در نقش بک یونگ کی
- جونگ جین یونگ در نقش کانگ گیل سو
- کیم جی سو در نقش مین سونگ هی
- هان جون وو در نقش تام
- کیم سول هیون در نقش کانگ سون هه[۱۰][۱۱][۱۲]
- یو سونگ موک در نقش سو ته گون
- هان جه یونگ در نقش پارک چانگ به
- جونگ هو بین در نقش یانگ کی تک
- چوی جین هو در نقش پارک سونگ گک
- اوم هیو سوپ در نقش کیم جونگ کیو
- هو سونگ مین در نقش جه پیل
- کیم یو یون در نقش جوم سون
- جی ده هان در نقش چانگ دوک جه
- کیم هیون در نقش تیم والس سالن ضیافت
- چوی بیونگ مو در نقش رئیس بخش مون
- لی جین کوان در نقش میونگ‌دونگ گانگ
- لی سوک در نقش چون هو
- کواک مین هو در نقش مین کیو
- جون به سو در نقش رئیس گو
- پارک مین گیو در نقش چول سونگ
- جانگ این هو در نقش میونگ چون
- پارک هیوک مین در نقش گیونگ پیو
- جو مون یی در نقش کیم
- پارک تونگ ایل در نقش شهردار سئول